# Kuman Thong

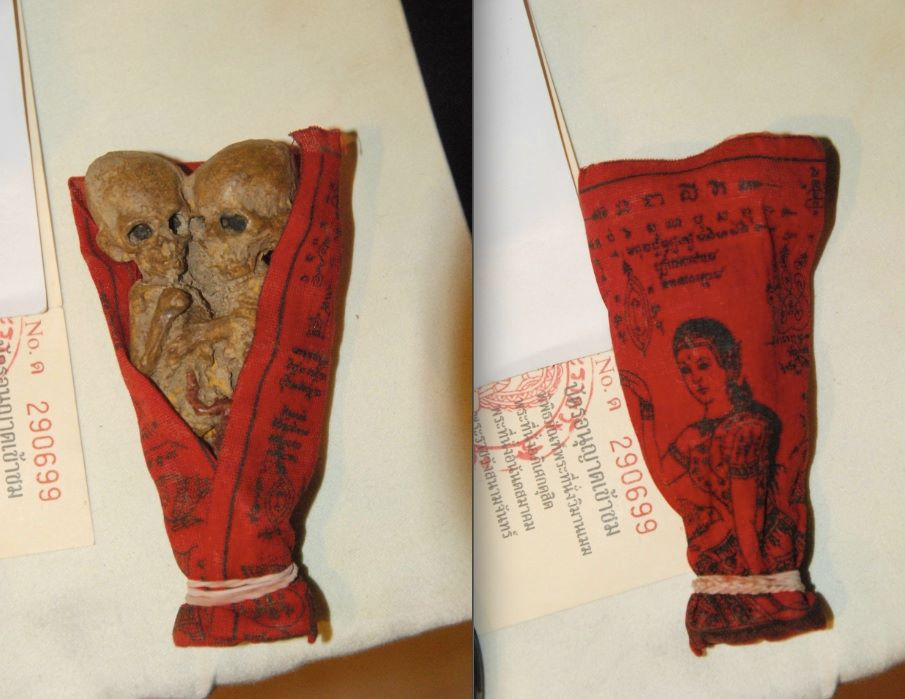
Một Kuman Thong được bán như là một món quà lưu niệm tại chùa Phật giáo tại Ayutthaya được bọc trong một tấm vải có Nang Kwak.

Kuman Thong (tiếng Thái: กุมารทอง, tiếng Việt còn gọi là Thiên Linh Cái) là một loại thần giám hộ huyền bí theo tín ngưỡng dân gian Thái Lan. Người ta tin rằng, nó mang lại sự may mắn và phát tài cho gia chủ sở hữu nó nếu được thờ phượng chu đáo. Kuman, hay Kumara trong tiếng Pali có nghĩa là "cậu bé thanh tịnh" (nữ là kumari), còn thong nghĩa là "vàng". Kuman Thong có nghĩa là "cậu bé vàng".

## Mô tả
Thờ Kuman Thong không phải là một phần trong Phật giáo chính thống, nhưng nó phổ biến ở Thái Lan từ thời cổ đại. Kuman Thong có nguồn gốc đích thực từ thuật gọi hồn của thầy phù thủy. Theo đó, người ta thu thập bào thai của một phụ nữ mang thai đã chết sau đó sấy khô. Các thầy phù thủy sau đó sẽ gọi hồn chúng, chấp nhận chúng như là con cái và sử dụng theo mục đích nhất định.
Theo các bản chép tay cổ của người Thái được sử dụng bởi các học viên ma thuật hắc ám (tiếng Thái: ไสยศาสตร์ Saiyasat) bào thai chưa được sinh ra sẽ được lấy ra khỏi xác của người mẹ. Sau đó đứa trẻ sơ sinh sẽ được đưa đến một nghĩa trang để tiến hành nghi lễ để gọi hồn Kuman Thong. Cơ thể được sấy trên lửa cho đến khi khô quắt lại, trong khi thầy phủ thủy niệm thần chú và gọi hồn. Một khi nghi lễ được hoàn thành khi Kuman được sấy khô sau đó sơn bằng Ya Lak (một loại sơn mài được sử dụng để trong bùa hộ mệnh và Takrut trộn với vàng lá) và được bọc trong vàng lá. Do đó, nó có tên "Kuman Thong", có nghĩa là "Cậu bé vàng". Một số Kuman được ngâm trong Nam Man Phrai, một loại dầu chiết xuất bằng cách đốt một ngọn nến gần cằm của một đứa trẻ đã chết hoặc một người đã chết một cách bất bình thường. Điều này ít phổ biến hơn, bởi vì bây giờ nó là bất hợp pháp.
Trong văn học đề cập đến một truyền thuyết Thái Lan Khun Chang Khun Phaen, nhân vật Khun Phaen đã giết vợ mình và mổ bụng đem đứa con sấy trên lửa và đọc thần chú biến nó trở thành Kuman Thong.

## Sự kiện
Vào cuối thập niên 1990, tại huyện Thanh Bình, tỉnh Đồng Tháp, một tên thầy bùa đã ra tay sát hại nhiều người phụ nữ để luyện bùa Thiên Linh Cái.
Vào ngày 18 tháng 5 năm 2012, một công dân Anh gốc Đài Loan 28 tuổi có tên là Chow Hok Kuen, đã bị bắt trong một phòng khách sạn ở Bangkok với 6 bào thai sơ sinh nam đã được sấy khô và bao phủ bằng vàng. Cảnh sát báo cáo rằng Kuen dự định bán chúng tại Đài Loan với giá khoảng 6.300 USD mỗi một Kuman Thong.
Trong năm 2011, một trường hợp đã được báo cáo tại Lào về một người đàn ông giết người vợ đang mang thai để sử dụng thai nhi như một "Louk Lord".
Một loại búp bê siêu thực (không phải làm từ bào thai) có tên là "Luk Thep" hoặc "Look Thep" từ năm 2015 đã trở nên phổ biến tại Thái Lan. Một số người tin rằng, búp bê có thể được đưa linh hồn một đứa trẻ vào bởi một nhà sư. Chỉ cần gia chủ của nó chăm sóc như cho ăn uống, quần áo thì sẽ nhận được may mắn và phát tài, hoặc cũng có thể sử dụng để quấy phá đối thủ kinh doanh.
Ngày 27 tháng 2 năm 2021, một YouTuber có tên Thơ Nguyễn đã đăng tải một video xin "vía" học giỏi từ một Kuman Thong. Video này được đăng tải trên TikTok. Sau khi được đăng tải, video của Thơ Nguyễn lập tức vấp phải làn sóng phản đối mạnh mẽ từ các phụ huynh. Sau đó, Thơ Nguyễn đã bị Cục Phát thanh, truyền hình và thông tin điện tử phối hợp với đơn vị nghiệp vụ của Bộ Công an (Cục A03 - Cục An ninh chính trị nội bộ) mời lên làm việc. Sau đó, vào ngày 15 tháng 3 năm 2021, kênh YouTube với 8,7 triệu subscribe của Thơ Nguyễn đã chuyển toàn bộ video sang chế độ riêng tư và tắt kiếm tiền.